# Damsel
Damsel är en amerikansk fantasyfilm från 2024. Den är regisserad av Juan Carlos Fresnadillo, med manus skrivet av Dan Mazeau.
Filmen hade premiär på stremingtjänsten Netflix den 8 mars 2024.

## Rollista
- Millie Bobby Brown – prinsessan Elodie
- Ray Winstone – Lord Bayford
- Angela Bassett – Lady Bayford, Elodies styvmor
- Brooke Carter – Floria, Elodies yngre syster
- Nick Robinson – prins Henry
- Robin Wright – drottning Isabelle
- Milo Twomey – kung Roderick
- Shohreh Aghdashloo

## Produktion
Damsel tillkännagavs i mars 2020, med Juan Carlos Fresnadillo som regissör, Joe Roth och Jeff Kirschenbaum som producenter och med ett manus skrivet av Dan Mazeau. I november 2020 fick Millie Bobby Brown rollen som prinsessan Elodie, tillsammans med att vara exekutiv producent för filmen.